# Domnești (Ilfov)
Domneşti é uma comuna romena localizada no distrito de Ilfov, na região de Muntênia. A comuna possui uma área de 37.00 km² e sua população era de 5910 habitantes segundo o censo de 2007.